# Seznam písní Pavla Vrby
Toto je seznam písní, ke kterým napsal text český textař a básník Pavel Vrba.
poznámky: píseň – interpret – h: autor hudby, pt: autor původního textu

## A
- A já tě závidím – Věra Špinarová – h: Lešek Semelka
- A tak si chráním soukromí – Barbora Lišková – h: Igor Jakušenko
- Avignonské slečny z Prahy – Blue Effect – h: Radim Hladík
- Až se vrátí rokenrol – Citron – h: Petr Michalík/Vladimír Kubala

## B
- Bangladéš (Song Of Bangladesh) – Markéta Johnová – h: Joan Baez, pt: Joan Baez
- Barvy snů – Lešek Semelka – h: Lešek Semelka
- Bílý velryby – Milan Drobný – h: Mojmír Balling
- Bloudím pasáží – Lešek Semelka – h: Lešek Semelka
- Blues pro barmanku "U Brázdů" – ASPM – h: Jan Spálený
- Bouřka – Helena Vondráčková – h: Jimmy Webb
- Bublifuk – Eva Svobodová – h: Sláva Kunst

## C
- Cesta za vojákem – Lída Nopová – h: Jiří Bažant
- Co bys chtěl víc – Miluše Voborníková – h: Jiří Vondráček

## Č
- Čas fotí – Lešek Semelka – h: Stanislav Kubeš

## D
- Dáma při těle (Four Kinds Of Lonely) – Petr Spálený – h: Lee Hazlewood, pt: Lee Hazlewood
- Dá se... (Prosto) – Marie Rottrová – h: Alla Pugačova, pt: Ilja Reznik
- Dál ho čekám – Tanja Kauerová – h: Radim Pařízek
- Dálky a návraty – Tanja Kauerová – h: Radim Pařízek
- Dáma s diplomem – Hana Zagorová – h: Bohuslav Ondráček
- Dávám kabát na věšák – Hana Zagorová – h: Jan Hrábek
- Dávat, brát a žít – Petra Janů h: Michael Kocáb
- Dej na moje slova – Miroslav Dudáček – h: Jindřich Brabec
- Díky vám – Václav Neckář – h: Milan Dvořák
- Dlouho, dlouho spím (Holly Holy) – Petr Spálený – h: Neil Diamond, pt: Neil Diamond
- Dlouhej mejdan (Long Gone) – Petr Spálený – h: Neil Diamond, pt: Neil Diamond
- Dobré roky to jsou (It Was A Very Good Year) – Karel Gott – h: Ervin Drake, pt: Ervin Drake
- Doktor – Blue Effect – h: Radim Hladík
- Dona Mária – Petr Spálený – h: Václav Zahradník

## Ď
- Ďáblem posedlá – Tanja Kauerová – h: Radim Pařízek

## E
- Éli – Citron – h: Petr Michalík/Jiří Schmutz

## H
- Hadrová panna – Věra Špinarová – h: Alexander Goldscheider
- Hej v dubinách – Jan Antonín Pacák – h: Jan Spálený
- Hlavu mám těžkou – Karel Bláha – h: Zdeněk Marat
- Hledám své vlastní já – Blue Effect – h: Oldřich Veselý
- Hotelová snídaně – Věra Špinarová – h: Andonis Civopulos
- Hra s pamětí – Synkopy – h: Oldřich Veselý

## J
- Já hrachem házím (Kitty Can) – Václav Neckář – h: Bee Gees, pt: Bee Gees
- Jak můžeš (If You Fall Out Of Love With Me) – Karel Kahovec – h: Buck Owens, pt: Buck Owens
- Já neříkám – Josef Laufer – h: Jaromír Klempíř
- Já nechci mít – Jitka Zelenková – h: Antonín Gondolán
- Jasná zpráva – Olympic – h. Petr Janda
- Jedeme dál – Petra Janů a Petr Janda – h: Petr Janda
- Je mi líno – Věra Špinarová – h: Andonis Civopulos
- Je nám dáno – Věra Špinarová – h: Adam Pavlík
- Je tu doba dešťů – Hana Zagorová – h: Karel Vágner
- Jdeš vítězný – Věra Špinarová – h: Andonis Civopulos

## K
- Kapesník v trávě – Miroslav Dudáček – h: Jaroslav Uhlíř
- Kdybys měla... – Oldřich Říha – h: Oldřich Říha
- Když dva nejsou a jsou – Lešek Semelka – h: Lešek Semelka
- Když svítím – Hana Zagorová – h: Jan Rotter
- Kino Non-stop – Lešek Semelka – h: Lešek Semelka
- Klíč – Citron – h: Vladimír Kubala
- Kohoutek kamarádství dokapává – Blue Effect – h: Lešek Semelka
- Kosmický sen (Kosmičeskij son) – Marie Rottrová – h: Kimol Prejtburg, pt: Kimol Prejtburg
- Koukej, kamaráde – Věra Špinarová – h: Andonis Civopulos
- Král poutníků – Eva Pilarová – h: Jindřich Brabec
- Kuchařská píseň – Pavel Sedláček/Jiří Štědroň – h: Jan Spálený
- Ky ky ry ky – Věra Špinarová – h: Pavel Králíček

## L
- Lampa – Marta Kubišová – h: Bohuslav Ondráček
- Láskou spálená – Věra Špinarová – h: Andonis Civopulos

## M
- Malý velký muž – Miroslav Dudáček – h: Jaroslav Uhlíř
- Májka v hájku – Rangers – Plavci – h: Zdeněk Marat
- Mám ráda cestu lesní – Helena Vondráčková – h: Pavel Vitoch
- Máme tu pouť – Citron – h: Vladimír Kubala
- Modrá čajovna – Hana Zagorová – h: Karel Vágner
- Miluju vstávání – Věra Špinarová – h: Andonis Civopulos
- Moje noční filmy – Citron – h: Vladimír Kubala
- Muži se nevracejí – Marie Rottrová – h: Jan Spálený
- Múzy měly schůzi – Citron – h: Jiří Schmutz
- Můj svět je automat – Citron – h: Jiří Schmutz

## N
- Náhlá loučení – Hana Zagorová – h: Bohuslav Ondráček
- Narozeniny – Hana Zagorová – h: Jan Rotter
- Nekonečný déšť – Věra Špinarová – h: Andonis Civopulos
- Nevnímám rosu průhlednou (Morning Dew) – Petr Spálený – h: Rose Dobson, pt: Rose Dobson
- Něžná – Blue Effect – h: Radim Hladík
- No tak, taxi – Citron – h: Jiří Schmutz/Vladimír Kubala

## O
- Občasná pánská jízda – Blue Effect – h: Lešek Semelka
- Obraz v kaluži (For Bobby) – Petr Spálený – h: John Denver, pt: John Denver
- Obratník raka – Citron – h: Vladimír Kubala
- Odešel mi – Pavlína Filipovská – h: Antonín Gondolán
- Ochraňuj tu píseň – Petr Spálený – h: Ivan Štědrý
- Ochraňuji ? – Barbora Lišková – h: Lešek Semelka
- Osmý den – h: Petr Janda

Olympic

## P
- Pár figurin – Věra Špinarová – h: Andonis Civopulos
- Poslušná – Věra Špinarová – h: Andonis Civopulos
- Prázdná ulice (Lonely Avenue) – Sally Sellingová/Jan Hauser – h: Doc Pomus, pt: Doc Pomus
- Probuzení – Karel Gott – h: Ladislav Štaidl/Antonín Gondolán
- Prosím – Blue Effect – h: Oldřich Veselý
- Příští týdny medové – Věra Špinarová a Vítězslav Vávra – h: Vítězslav Vávra
- Ptáky, když kroužkujou, pouštěj – Lešek Semelka – h: Lešek Semelka

## R
- Rajky – Blue Effect – h: Radim Hladík
- Ráno v šálcích čajových – Naďa Urbánková – h: Václav Zahradník
- Roubík dám teď srdci (Crazy Arms) – h: Chuck Seals, pt: Ralph Mooney

## Ř
- Řekli, že tu víc nebydlím – Citron – h: Jiří Schmutz/Vladimír Kubala
- Říkej mi – Petra Janů – h: Karel Svoboda

## S
- Sentiment (Try A Little Tenderness) – Karel Gott – h: Jimmy Campbell a Reg Connelly/Harry Woods, pt: Jimmy Campbell a Reg Connelly/Harry Woods
- Schůzka muzikantů – Golem Jana Václavíka – h: Jiří Jelínek
- Sirael – Waldemar Matuška – h: Bohuslav Ondráček
- Síť houpací – Karel Hála – h: Jaromír Klempíř
- Slib a šalvěj – Milan Drobný – h: Milan Drobný
- Smrt a dívka (Der Tod und das Mädchen) – Petr Spálený/Miluše Voborníková – h: Franz Schubert, pt: Matthias Claudius
- Smutné ženy – Věra Špinarová – h: Vítězslav Vávra
- Starý desky hrajou dál – Oldřich Říha – h: Oldřich Říha
- Stíny – Hana Zagorová – h: Karel Vágner
- Strop (Jack In The Box) – Naďa Urbánková – h: John Worsley/David Myers, pt: John Worsley/David Myers
- Střapatá chryzantéma – Valerie Čižmárová – h: Miroslav Paleček
- Stýblo trávy – Karel Hála – h: Jan Spálený
- Svátky – Citron – h: Jiří Schmutz

## Š
- Šaty z duhy – Marta Kubišová – h: Jaromír Knittl

## T
- Tahle píseň věčná zdá se – Petr Spálený – h: Jan Spálený
- Tak nic neříkej – Věra Špinarová – h: Andonis Civopulos
- Tak ty se zítra vdáváš – Miroslav Dudáček – h: Miroslav Dudáček
- Tam tam – Václav Neckář – h: Vladimír Rukavička
- Telefon mlčí – Michal Prokop – h: Jan Spálený
- Televizní počasí – Citron – h: Petr Michalík/Vladimír Kubala
- Ten dopis zoufalý – Yvetta Simonová – h: Ladislav Kubík
- To chtěl bych já – Petr Spálený – h: Jan Spálený
- To se budem príma mít (We're Gonna Let The Good Times Roll) – Karel Kahovec – h: Buck Owens, pt: Buck Owens
- Třiatřicet – Blue Effect – h: Radim Hladík
- Ty, krásná ženská – Lešek Semelka – h: Stanislav Kubeš

## U
- Umělá květina – Pavlína Filipovská – h: Antonín Gondolán
- Ústa dívky Dáši – Petr Spálený – h: Jan Spálený
- Úsvit – Yvetta Simonová – h: Raymond Jeannot, Franck Harvel
- Už je po... – Olympic – h: Petr Janda
- Už závratě řídnou – Citron – h: Petr Michalík

## V
- V černém jak Depeche Mode – Marcela Holanová – h: Jiří Zmožek
- Víš, děvenko – Věra Špinarová – h. Andonis Civopulos
- Vlaky v mé hlavě – Petr Spálený – h: Jan Spálený
- V novinách inzerát mám – Bezinky – h: Sláva Kunst
- V ptačích rájích (Birds Of A Feather) – Eva Pilarová – h: Joe South, pt: Joe South
- V průvanu – Hana Zagorová, Stanislav Hložek a Peter Kotvald – h: Jan Rotter
- V snových pokojích – Maryla Rodowicz – h: Pavol Hammel
- Vyzutá tvář – Citron – h: Petr Michalík
- Výtah se má – Citron – h: Petr Michalík/Míla Benýšek

## Z
- Zamknout – Věra Špinarová – h: Pavel Králíček
- Zasněnej bernardýn – Petr Spálený – h: Jan Spálený
- Zas pláchly barvy – Golem Jana Václavíka – h: Jiří Jelínek
- Záhada jmelí – Blue Effect – h: Radim Hladík
- Zánovní lidi – Lešek Semelka – h: Lešek Semelka
- Zázrak jedné noci – Blue Effect – h: Lešek Semelka
- Zázrakem – Věra Špinarová – h: Andonis Civopulos
- Zmoudření babím létem – Blue Effect – h: Lešek Semelka
- Známe se dál – Blue Effect – h: Lešek Semelka

## Ž
- Žádný únik – Věra Špinarová – h: Andonis Civopulos
- Žasnu – Barbora Lišková – h: Jiří Kahánek
- Žena v okně – Lešek Semelka – h: Lešek Semelka